# Sân bay Dalanzadgad

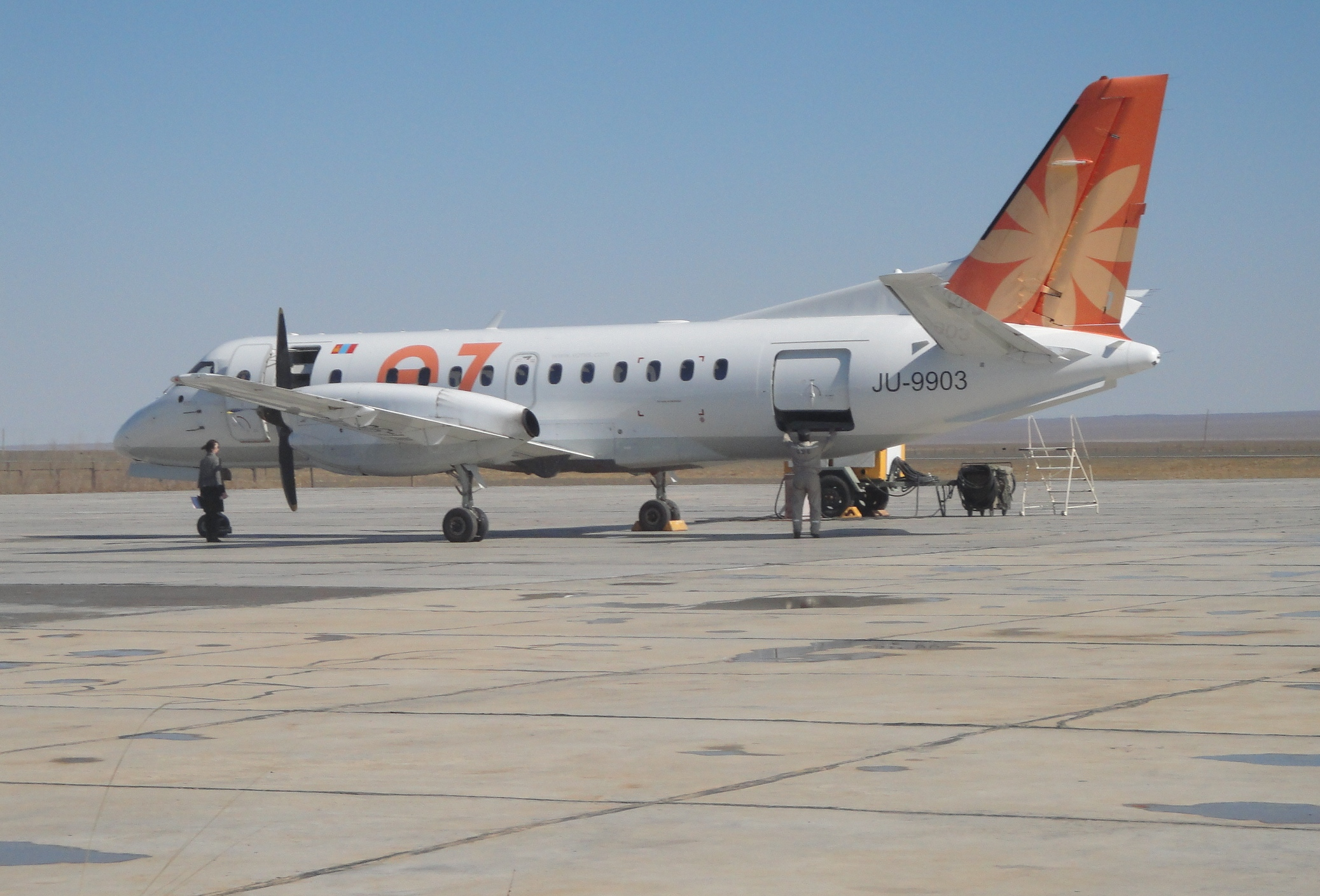
Eznis Airways tại sân bay Dalanzadgad

Sân bay Dalanzadgad (IATA: DLZ, ICAO: ZMDZ) là một sân bay công cộng nằm tại Dalanzadgad, tỉnh lị của tỉnh Ömnögovi tại Mông Cổ.
Sân bay Dalanzadgad được phân loại là một sân bay quốc tế, song trên thực tế không có một tuyến bãy nào vượt khỏi phạm vi Mông Cổ.

## Điểm đến
| Hãng hàng không | Các điểm đến |
| --------------- | ------------ |
| Eznis Airways   | Ulan Batar   |